# جيمس كليلاند ريتشاردسون
جيمس كليلاند ريتشاردسون هو موسيقي كندي، ولد في 25 نوفمبر 1895 في بلزهيل ‏ في المملكة المتحدة، وتوفي في 9 أكتوبر 1916 في سوم في فرنسا.